# Theo Jackson
Thedarrius Jackson (Nashville, 2 ottobre 1998) è un giocatore di football americano statunitense che milita nel ruolo di safety per i Minnesota Vikings della National Football League (NFL).

## Carriera

### Tennessee Titans
Jackson al college giocò a football a Tennessee. Fu scelto nel corso del sesto giro (204º assoluto) nel Draft NFL 2022 dai Tennessee Titans. Fu svincolato il 30 agosto 2022 e firmò con la squadra di allenamento il giorno successivo.

### Minnesota Vikings
L'11 ottobre 2022 Jackson firmò con i Minnesota Vikings, alla ricerca di una safety dopo l'infortunio che pose fine alla stagione di Lewis Cine. La sua stagione da rookie si chiuse con 11 presenze, nessuna delle quali come titolare, con 9 tackle e un fumble recuperato.